# 痛史
《痛史》，为清朝吴趼人所著小说，以南宋末年元初为背景，呈现庙堂腥膻、干戈遍地的戰爭灾难，描述元軍杀戮姦淫之狀，充满作者自身的忧伤，表达了对自身民族遭压迫、异族统治的悲愤，隱約影射清朝政权，充满反抗侵略的热情以及对于奸佞乱臣的恨惡。小说集中刻画南宋重臣贾似道依仗外戚把持朝政，通敌卖国，导致国家灭亡。贾似道的悲慘下场是作者思想的寄托。与贾似道形象对比的是文天祥这个正面角色。文天祥宋右丞相，字履善，一字宋瑞，号文山，忠君保国，后在五坡岭一役中被俘，宁死不降，英勇就义。张世杰宋枢密副史，在厓山海戰中戰死。